# بايندر خان
بايندر خان ويعرف أيضَا باسم بايوندور خان. وهو خاقان أسطوري في الروايات التركية. ويعرف كخان الخاقان في كتاب داده قورقوت. وكان يقيم وليمة كل عام للذين يحكمهم. وكان ينهب ما سيأكلوه ويشربوه. وبالنظر إلى معنى اسمه فمعناه حافظ الأمن والنظام، والمطور، وناشر الحضارة. ومن الممكن أن يكون هذا الاسم لقب.

## معنى الاسم
كلمة بايندر مشتقة من كلمة باي (bay) في التركية وتعني مُنشئ المدن، ومعمرها ومُجَمِلُها.